# Pentila bitje
Pentila bitje är en fjärilsart som beskrevs av Druce 1910. Pentila bitje ingår i släktet Pentila och familjen juvelvingar. Inga underarter finns listade i Catalogue of Life.

## Bildgalleri

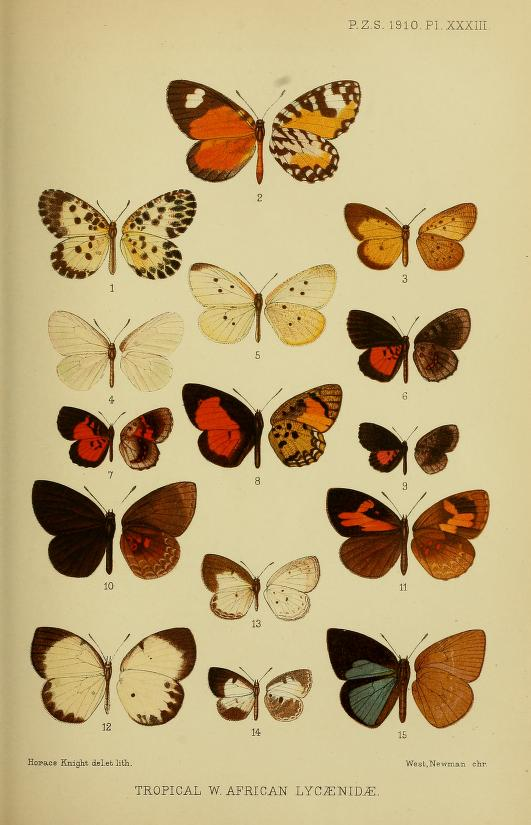